# شعارة
شعارة أو شعارة اللجاة
تقع قرية شعارة شمال شرق مدينة درعا وتبعد عنها بحوالي 70 كم و جنوب شرق العاصمة دمشق بحوالي 30 كم. وتتبع لمنطقة المسمية التي تبعد عنها إلى الجنوب الغربي ب 5 كم على زاوية اللجاة الشمالية الغربية. 
يصلها جسر جباب يربطها بالأستراد (الطريق السريع) ويمكن من الوصول إليها للقادمون من دمشق أو درعا وأيضا هناك طريق السويداء - دمشق يصلها بمحافظة السويداء و مدينتها.

## معالم القرية الأثرية
يضم موقع شعارة مدينة أثرية هامة، محفوظة بشكل جيد إلى الجنوب والجنوب الغربي وشرق هذه المدينة أربعة معابد تبعد عن المدينة الأثرية بين 2 كم حتى 700 متر. وقد تم إعطاء اسم المعبد الأول والثاني والثالث والرابع للمعابد المذكورة والمحددة وفق مخطط المدينة.
اسمها القديم غير معروف حتى اليوم وتحتوي على الكثير من الآثار والمخلفات الأثرية البالغة الأهمية منها الجامع القديم والحمامات والبرج العالي وبقايا لمنحوتات أثرية. تعمل فيها بعثة فرنسية منذ عدة سنوات.
الفخار المكتشف فيها يعود للعصور التاريخية المختلفة وأغلبه الكلاسيكي والإسلامي. وفيها كهوف ومغارات منحوتة في الصخر استخدمت كمقابر ومدافن لعائلات المدينة.
تشكل مدينة شعارة لوحة فنية من البازلت لكثرة أبنيتها وتوزعها بشكل منتظم وهي خالية من البيوت البيتونية الحديثة التي تم بناءها بعيدًا في الجهة الغربية لكي تبقى المنطقة محافظة عى طابعها الأثري القديم.